# L'Inconnu de la forêt
L'Inconnu de la forêt (The Boy from the Woods) est un roman thriller de l'écrivain américain Harlan Coben, publié en 2020.

## Résumé
Un homme dont le passé est entouré de mystère doit retrouver une adolescente disparue avant que sa disparition n'ait des conséquences désastreuses pour sa communauté... et pour le monde.
Cet homme est connu sous le nom de Wilde. Il est un mystère pour tout le monde, y compris pour lui-même. En 1986, il n'était qu'un garçon trouvé vivant à l'état sauvage dans les bois. Il n'a aucun souvenir de son passé ou de la façon dont il s'est retrouvé seul dans les bois. Une recherche exhaustive de sa famille n'a rien donné, et il a été placé dans une famille d'accueil. Il a trouvé une famille aimante et a été adopté.
Aujourd'hui, plus de trente ans plus tard, Wilde ne sait toujours pas d'où il vient, et il est retourné vivre dans les bois à la périphérie de la ville depuis un certain temps. Il se contente d'être un paria, à l'aise uniquement à l'extérieur - de préférence seul car il est incapable de nouer des liens profonds avec d'autres personnes.
Lorsqu'une jeune fille du quartier disparaît, la célèbre avocate de la télévision Hester Crimstein - avec qui Wilde partage une histoire et un lien tragique - lui demande d'utiliser ses compétences uniques pour l'aider à la retrouver.
Pendant ce temps, un groupe d'anciens experts en sécurité militaire arrive en ville. Lorsqu'un autre adolescent disparaît, l'impact de l'affaire s'étend bien au-delà des frontières de la banlieue paisible. Wilde doit retourner dans une communauté où il n'a jamais trouvé sa place et où les puissants sont protégés, même s'ils abritent des secrets qui pourraient détruire la vie de millions de personnes. ... des secrets que Wilde doit découvrir avant qu'il ne soit trop tard.

## Personnages
- Matthew Crimstein : jeune lycéen et petit-fils de Hester
- Hester Crimstein : l'avocate de David Beck
- Naomi Prine : la jeune lycéenne disparue
- Wilde : le parrain de Matthew, plus communément appelé L'Inconnu de la forêt

## Sources
- New York Times : « Le plaisir est au rendez-vous, mais l'attrait durable de cette série réside dans la sympathie de Coben pour les gens ordinaires qui font des choses désespérées lorsqu'ils sont emportés dans des circonstances qu'ils ne peuvent pas contrôler »[1].
- L'Express : A peine publiée, « son enquête sur la disparition d'une lycéenne, L'Inconnu de la forêt (Belfond), surgit dans le Top 20 »[2].
- Le Point : Dans ce roman, « l'on retrouve un personnage en train de devenir une véritable obsession : l'avocate pénaliste Hester Crimstein »[3].